# My Heart Goes Boom
Chansons représentant la Norvège au Concours Eurovision de la chanson
Living My Life Without You
(1999) On My Own
(2001)
My Heart Goes Boom est la chanson représentant la Norvège au Concours Eurovision de la chanson 2000. Elle est interprétée par le groupe Charmed.
La chanson est la huitième chanson de la soirée, suivant Desire interprétée par Claudette Pace pour Malte et précédant Solo interprétée par Alsou pour la Russie.
À la fin des votes, elle obtient 57 points et prend la onzième place sur vingt-quatre participants.

## Source de la traduction
- (en) Cet article est partiellement ou en totalité issu de l’article de Wikipédia en anglais intitulé « My Heart Goes Boom » (voir la liste des auteurs).